# Neotoma bunkeri
Neotoma bunkeri är en utdöd däggdjursart som beskrevs av William Henry Burt 1932. Neotoma bunkeri ingår i släktet egentliga skogsråttor, och familjen hamsterartade gnagare. IUCN kategoriserar arten globalt som utdöd. Inga underarter finns listade i Catalogue of Life.
Arten levde på ön Isla Coronados i den mexikanska delstaten Baja California Sur. Som orsak för artens utdöende utpekas introducerade katter och matbrist på grund av habitatförstöring. Den sista levande individen iakttogs 1931.